# Гура (Нижньосілезьке воєводство)
Гура (пол. Góra, нім. Guhrau) — місто в південно-західній Польщі. Адміністративний центр Гуровського повіту Нижньосілезького воєводства.

## Демографія
Демографічна структура станом на 31 березня 2011 року:
|          | Загалом | Допрацездатний вік | Працездатний вік | Постпрацездатний вік |
| -------- | ------- | ------------------ | ---------------- | -------------------- |
| Чоловіки | 6072    | 1223               | 4294             | 555                  |
| Жінки    | 6503    | 1180               | 3943             | 1380                 |
| Разом    | 12575   | 2403               | 8237             | 1935                 |

## Уродженці
- Адам Крістіян Тебезій (1668—1720) — німецький лікар.
- Фолькер Ронге (* 1943) — німецький соціолог і політолог.